# Invader Zim
Invader Zim (no Brasil e em Portugal, Invasor Zim), é uma série de desenho animado americana criada por Jhonen Vasquez. A série estreou na Nickelodeon em 30 de março de 2001. O desenho envolve um extraterrestre chamado Zim, que vem de um planeta chamado "Irk", cujo objetivo é conquistar e destruir uma versão sombria e satírica da Terra. Suas diversas tentativas de subjugar e destruir a raça humana são invariavelmente frustradas por uma combinação de seus próprios erros, do mal funcionamento de seu robô-servo GIR e de um investigador paranormal chamado Dib, um dos poucos atentos o suficiente para estar ciente da verdadeira identidade de Zim.
Invasor Zim era uma série destinada ao público infantil acabando por atrair ao público adolescente e adulto, foi aclamada pela crítica, mas após a primeira temporada, a audiência começou a cair. Antes da segunda temporada terminar, a Nickelodeon cancelou a série, deixando pelo menos 23 episódios e um filme planejado para a televisão que ficou inacabado. O desenho foi rotulado como cult entre seus seguidores desde o cancelamento da série, que na época estavam planejados 46 episódios, cerca de 17 episódios que estavam em produção foram cancelados. O show faz uso pesado de humor negro, como por exemplo, um episódio que mostra Zim roubando órgãos de crianças e metendo-lhes em seu próprio corpo para dizer que é humano nos exames médicos da escola. Em 4 de abril de 2017, o canal a cabo Nickelodeon anunciou o lançamento do telefilme da série, mas sem data especifica de lançamento. A obra concluirá a trama da segunda temporada.

## Enredo

### Resumo
Zim é um membro da raça imperialista Irken, uma espécie extraterrestre, cuja hierarquia social é baseada na altura dos indivíduos, ao invés de qualquer tipo de habilidade. Líderes conhecidos como "Altíssimos" governam o Império Irken. Zim é um irken pequeno e ingênuo, sendo banido para um planeta para atacar seus próprios aliados durante a Operação Ameaça 1. Quando Zim fica sabendo da Operação Ameaça 2, ele retorna ao seu planeta e lá espera se tornar um soldado invasor de elite, cuja missão é a de se misturar com as formas de vida nativas de um planeta desconhecido, coletar informações e preparar o planeta para uma eventual invasão irken. Zim almeja o mais alto posto para conseguir explorar um planeta nos arredores do universo conhecido, mas em um ato desesperado para afastar Zim o mais longe possível, foi lhe dada uma falsa missão longe do universo conhecido por sua espécie, que nunca havia sido explorado antes. Esta missão dada a Zim o obriga a encontrar um "planeta misterioso", mas as tentativas erráticas de Zim o levam a frustração de tentar dominar o mundo e escravizar a humanidade, quando ele chega a Terra pela primeira vez.

### Personagens
- Zim: O personagem principal, um alienígena da raça Irken enviado para dominar a Terra. Sempre rude e mal humorado, acredita ser um invasor nato, mas sempre fica frustrado por não conseguir dominar o planeta. Ele não é bem um invasor, os Altíssimos Poderosos, seus líderes, o enviaram para o planeta Terra achando que o lugar nem existia, só para se livrar dele por estragar a Operação Ameaça 1.
- GIR: O robô auxiliar de Zim, é uma unidade padrão supridora de informações, também conhecida como SIR. É gentil e alegre, embora viva dando defeito, quebrando coisas e atrapalhando os planos de Zim. É apaixonado por seu porquinho de pelúcia, esquilos, waffles, biscoitos, e geralmente é visto fantasiado de cachorro verde, para não levantar suspeitas sob os humanos.
- Dib: O único humano (além de Gaz) que sabe a verdade sobre Zim. É rival de Zim, pois vive impedindo-o de dominar a Terra. Todos acham que ele é louco e vive surtando pelas ruas.
- Gaz: Irmã de Dib. Sempre ocupada demais com seu videogame para se importar com qualquer coisa que acontece à sua volta. Apesar disso, parece ser muito mais inteligente que o próprio Dib. Embora conheça a verdadeira identidade de Zim, não se esforça para lutar contra ele, pois o considera "idiota demais" para ser uma ameaça.
- Professor Membrana: Pai de Dib e Gaz. É um cientista com tecnologias bem avançadas, mas mesmo sendo tão inteligente e tendo tantas experiências, não acredita em Dib, sobre Zim ser um alienígena. Se a série continuasse, seria revelado que Dib e Gaz são criações dele, por isso não vemos a mãe deles em nenhuma cena da série.
- Altíssimos: Mestres da raça Irken que enviaram Zim para um planeta que eles achavam que não existia, fizeram isto só para se livrar dele, mas como o planeta existia, virou missão de Zim, mesmo ele não sendo um invasor de verdade. Os Altíssimos mentiram para o Zim sobre ele ser um invasor para se livrarem dele.
- Tak: Uma alienígena da raça Irken, que teve uma vida horrível graças ao apagão que Zim causou no planeta dominado pelos Irkens para treinamento militar, Devastis, que resultou a alguns problemas, que impediram-a de fazer um teste para realizar o que mais queria, ser uma invasora. Tem uma personalidade muito parecida com a de Zim, embora ela seja bem mais inteligente que ele. Ela voltaria no episódio "Top of the Line" se a série não fosse cancelada.
- Sizz-Lorr: Um mestre cuca alienígena também da raça Irken, que mandou em Zim por um longo tempo, logo depois que foi banido para outro planeta para ser um trabalhador de fast-food. Ele é ranzinza e mandão, e muito mais cruel que Zim.
- Mimi: É a robô de Tak, que a acompanha disfarçada de um gato. Apresenta habilidades diferentes de outras unidades SIR (robôs).

### Personagens recorrentes
O elenco principal é apoiado pelos personagens recorrentes da Sra. Bitters (a professora de Zim e Dib) e o Professor Membrana (pai de Dib). Mais tarde na série, Sizz-Lorr e Tak são adicionados como vilões que tentam impedir o plano de Zim de destruir a Terra. Lard Nar e o seu grupo de resistência, "Resisty", são os inimigos do Império Irken.

## Produção

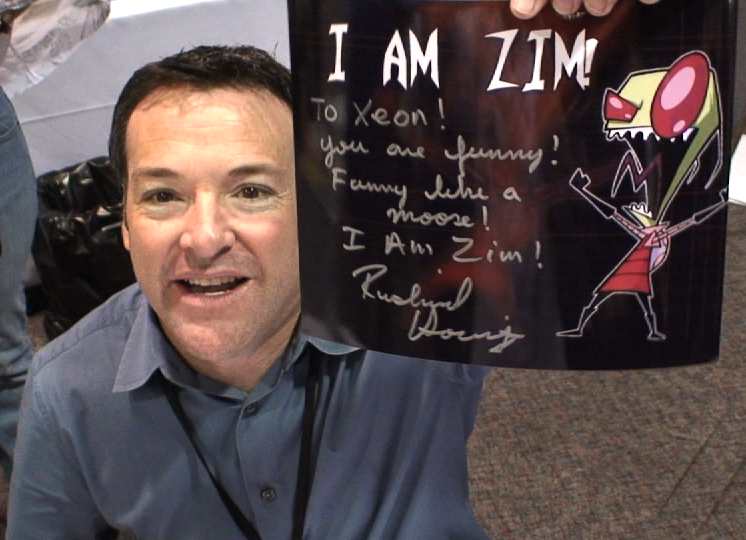
Richard Horvitz, o dublador original de Zim.

Invader Zim foi criado pelo cartunista Jhonen Vasquez. Vasquez indicou que muito pouco do seu texto original foi alterado, com exceção a certas falas e algumas animações que podem não ser adequadas para crianças. A maior diferença é que ele cita a mudança do trabalho individual com o pessoal da Nickelodeon, como uma "absoluta miséria".
Deixando de lado alguns episódios que tem 2 partes (incluindo a estreia), cada episódio tem uma história própria. Às vezes, as ocorrências em episódios anteriores são mencionadas, mas não existe uma história diferente da invasão principal. De acordo com o DVD commentado, Invasor Zim se passa em um universo alternativo, com a Terra atual, porém tecnologicamente mais avançada do que a realidade. A maior parte do desenho se passa com Zim se "infiltrando" na raça humana em uma escola (chamada de "Skool" na série), ou em sua casa planejando o seu próximo "grande" ato. No entanto, no final da série, um grande universo de personagens e organizações estavam começando a construir continuidade: Dib consegue capturar e reparar a nave espacial destruída de Tak e utiliza ela para aprender mais sobre a raça de Zim, uma resistência ao Império Irken (Os Resistentes), uma Irken busca vingança contra Zim (Tak), e vários outros fatos que foram se tornando mais e mais uma parte da mitologia da série.

### Episódios
A primeira temporada completa e uma parte da segunda temporada de Invasor Zim foram produzidas antes da Nickelodeon cancelar o desenho, pois havia baixa audiência entre o público-alvo do canal e o alto custo de fazer a série. Na segunda temporada, o estilo de animação tornou-se um pouco mais estilizado e pronunciado em movimento do que na primeira temporada. Todos os episódios das duas temporadas foram exibidos, com exceção de dois, que nunca foram ao ar na Nickelodeon na América do Norte.  Todos os episódios, eventualmente, foram ao ar no canal Nicktoons de 10 de junho de 2006 até 19 de agosto de 2006.
Na América do Norte, a maioria dos episódios estão disponíveis para download no iTunes.
Em março de 2010, os episódios de Invasor Zim foram ao ar no Nicktoons nos Estados Unidos. As reprises o colocaram como o segundo show de maior audiência no canal, e de acordo com Vasquez, faziam parte de um plano da rede para ver se um revival de Invader Zim era viável. Vasquez também afirma que, apesar de haver um rumor generalizado, ele teria retornado para a série novamente se a Nickelodeon não considerasse o renascimento como sendo "muito caro". Em 24 de dezembro de 2011, o piloto da série teve sua estreia no Nicktoons nos Estados Unidos. No Brasil, a série foi exibida pela primeira vez pelo canal Nickelodeon e atualmente está sendo reprisada na Nick at Nite nas madrugadas dos finais de semana.

### Música-tema
Vasquez pediu a seu amigo, Mark Tortorici, para produzir ideias para a música-tema de Invasor Zim. Os dois liquidaram em uma direção para a música e Tortorici produziu uma versão final do tema. Vasquez selecionou a equipe de Michael Tavera para compor uma música para o episódio piloto. Vasquez disse que pediu várias das faixas que Tavera produzido para serem descartadas e que, finalmente, a equipe teve menos da metade do número de faixas que eles planejavam enviar. De acordo com Vasquez, ele e Tavera não fizeram criativamente "um grande ajuste". Vasquez descreveu a música piloto como tendo um som "mais infantil", com um tema "muito mais tradicional e não tão surpreendente", como ele queria, mas acrescentou que a música "funcionou para o piloto". A música tema de Tortorici e a versão cover de Tavera não apareceram no episódio piloto, pois não houve sequência de crédito. Vasquez disse que os membros da equipe de Invasor Zim riram da versão de Tavera, porque era "brega", acrescentando que a reação não foi mesquinha e que Tavera recebeu poucas informações sobre a série antes de apresentar a música. Tavera não se tornou uma parte da equipe de Invasor Zim, enquanto Kevin Manthei criou a música da série.

## Recepção

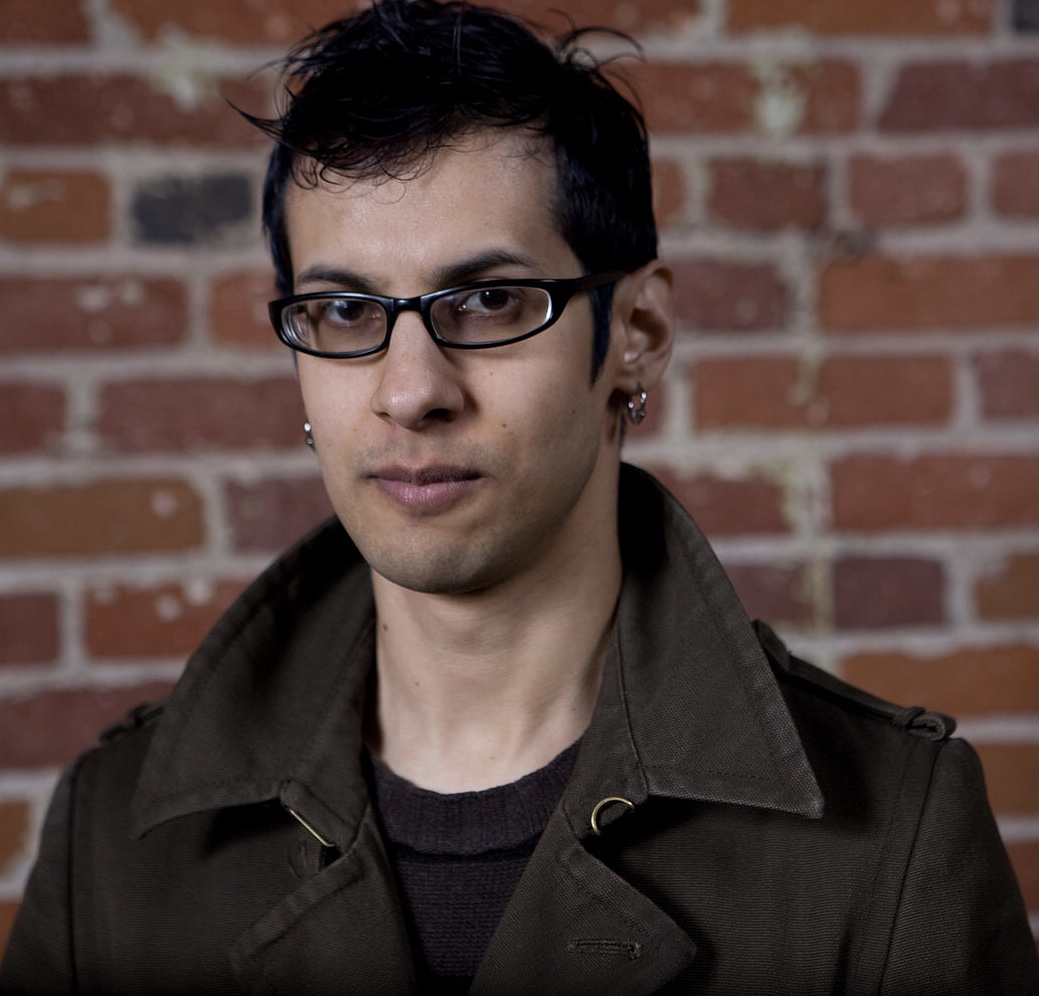
Jhonen Vasquez, criador de Invasor Zim.

### Crítica
Invasor Zim foi aclamado pela crítica, ganhando dois prêmios e indicações pelo primeiro episódio. O lançamento do DVD nos Estados Unidos também recebeu altas pontuações e uma crítica positiva.

### Prêmios e indicações
Durante a sua exibição original, Invasor Zim foi o destinatário de três prêmios e sete indicações. Em 2001, Kyle Menke ganhou um Emmy pela excelente realização individual para o episódio "O Pesadelo Começa" do seu storyboard assim como Steve Ressel, que ganhou o prêmio Annie pela excelente realização individual do storyboard animado para o episódio "O Pesadelo Começa". No mesmo ano, Steve Ressel, Jhonen Vasquez, e Mary Harrington ganharam o prêmio Celebration de Animação pela melhor abertura de desenho. O show foi nomeado para cinco outros prêmios Annie, em 2001: Melhor Série Animada de Televisão, Produção, Direção, Storyboard e Música-tema. Em 2002, a equipe de som foi nomeada para o Golden Reel Award de Melhor Edição de Som em Televisão para o episódio "O Pesadelo Começa". Em 2003, após o cancelamento do desenho, foi indicado para um prêmio Annie de Excelência em Produção de Televisão.

### Criticismo e controvérsia
A Nickelodeon recebeu diversas advertências e reclamações de que o programa fazia críticas pesadas ao planeta Terra e que tinha uma comédia sádica para crianças e diálogos maduros para uma série infantil, também é considerado um símbolo da misantropia nos desenhos. O show faz uso pesado de humor negro. Entretanto, a série se tornou um cult para os telespectadores adolescentes e adultos. A Nickelodeon queria por ao ar um show para o seu exercício demográfico entre "onze e quinze anos de idade". O canal viu o efeito de Invader Zim, e reuniu a aclamação da crítica. Consequentemente, o show sofreu na classificação, após uma audiência inicialmente morna. Antes da segunda temporada ser concluída, a Nickelodeon cancelou a série por completo, deixando pelo menos sete episódios e um planejado para a televisão, e um filme final da série inacabado. O criador do desenho, Jhonen Vasquez nunca escondeu o seu desgosto pelo cancelamento prematuro da série.
Outra controvérsia de Invader Zim foi citada nos Estados Unidos no julgamento por assassinato de Scott Dyleski em 2006. A promotoria afirmou que o réu tinha um fascínio por imagens de partes de corpos humanos. Eles chamaram a atenção para os comentários que ele havia feito depois de assistir a um episódio de Invasor Zim, intitulado "Colheita das Trevas", no qual Zim coleta órgãos humanos em uma tentativa de parecer mais humano. As testemunhas disseram que os comentários foram feitos em tom de brincadeira.